# Rechtsanwaltlicher Bereitschaftsdienst
Der Rechtsanwaltliche Bereitschaftsdienst ermöglicht in Österreich den verlässlichen Zugang zu einer fachlich fundierten Strafverteidigung auch außerhalb von üblichen Bürozeiten, insbesondere am Abend und am Wochenende.
Beschuldigte eines Strafverfahrens haben gemäß § 49 Zif. 2 StPO das Recht, einen Verteidiger zu wählen. Der Rechtsanwaltliche Bereitschaftsdienst ermöglicht festgenommenen Beschuldigten, die zur sofortigen Vernehmung vorgeführt wurden (§ 153 Abs. 3 StPO), Kontakt mit einem Verteidiger aufzunehmen. Diese Möglichkeit besteht bereits vor der ersten Vernehmung durch die Polizei sowie auch nach Einlieferung in die Justizanstalt bis zur Entscheidung über die erstmalige Verhängung der Untersuchungshaft. Den Rechtsanwaltliche Bereitschaftsdienst in Anspruch nehmen können zudem Beschuldigte, die im Inland festgenommen wurden und deren Auslieferung oder Übergabe ins Ausland begehrt wird oder die aufgrund eines von einer österreichischen Justizbehörde erlassenen Europäischen Haftbefehls festgenommen wurden.

## Entwicklung und Leistung
In Österreich haben erst seit der Strafprozessreform 2007 (wirksam zum 1. Jänner 2008) beschuldigte Personen das Recht, bei ihrer Vernehmung einen Verteidiger beizuziehen (§ 49 Zif. 2 iVm § 58 iVm § 164 StPO, Art 6 Abs. 3 lit. c) EMRK, Art 4 Abs. 7 PersFrG).
Auf Grundlage europäischer Vorgaben und Empfehlungen erfolgte die Umsetzung zur Gewährleistung eines verlässlichen Zugangs zu einer fachlich fundierten Strafverteidigung auch außerhalb von üblichen Bürozeiten durch den Rechtsanwaltlichen Journaldienst (nunmehr: Bereitschaftsdienst) und wurde ein gemeinsames Projekt des Bundesministeriums für Justiz (BMJ) und des Österreichischen Rechtsanwaltskammertages (ÖRAK) aufgelegt und mit einer Vereinbarung im Frühjahr 2008 festgelegt, so dass festgenommenen Beschuldigten seither rund um die Uhr Hilfestellung durch einen Rechtsanwalt garantiert werden kann. Dazu wurde auch eine eigene Hotline-Nummer eingerichtet.
Im Rahmen des Rechtsanwaltlichen Bereitschaftsdiensts ist der erste Anruf und die erste telefonische Beratung kostenlos. Darüber hinausgehende Leistungen (z. B. persönliches Beratungsgespräch, gegebenenfalls den anwaltlichen Beistand bei einer Vernehmung sowie sonstige zu einer zweckentsprechenden Verteidigung erforderliche Handlungen) sind grundsätzlich kostenpflichtig und werden mit einem Stundensatz von Euro 120,-- zzgl. USt verrechnet. Im Falle der Nichtbezahlung durch den Beschuldigten wird an den ÖRAK abgerechnet und die Forderung an das BMJ zediert.
In Umsetzung der europäischen Richtlinie über das Recht auf Zugang zu einem Rechtsbeistand in Strafverfahren (Richtlinie 2013/48/EU) wurde der rechtsanwaltliche Bereitschaftsdienst durch das Strafprozessrechtsänderungsgesetz II 2016 erstmals auch gesetzlich in Österreich verankert. Mit 1. Jänner 2017 wurde die Organisation des rechtsanwaltlichen Bereitschaftsdiensts neu aufgestellt.

## Teilnahme am Bereitschaftsdienst
In Österreich zugelassene und eingetragene Rechtsanwälte sind nicht verpflichtet am rechtsanwaltlichen Bereitschaftsdienst teilzunehmen. Im Jahr 2013 haben 530 Rechtsanwälte sich bereit erklärt, am Rechtsanwaltlichen Bereitschaftsdienst teilzunehmen (dies sind 9 % der insgesamt 5887 in Österreich zugelassenen Rechtsanwälten). Österreichweit nehmen seit Anfang 2017 jeden Tag 18 eingeteilte Rechtsanwälte die bei der Hotline einlangenden Anrufe entgegen. Der Verteidigernotruf wurde seit 1. Jänner 2017 insgesamt 1206 Mal kontaktiert (Stand Oktober 2017). Im Vergleich zu den Vorjahren liegt eine Vervierfachung der Nachfrage vor.
Rechtsanwälte, die sich freiwillig zur Teilnahme am Bereitschaftsdienst bereit erklären, melden sich bei der zuständigen Rechtsanwaltskammer. In Zusammenarbeit mit den neun Rechtsanwaltskammern erstellt der ÖRAK laufend aktualisierte Bereitschaftslisten. Aus diesen ist zu entnehmen, welche Rechtsanwälte in einem Bundesland über die Hotline kontaktiert werden können.

## Dauer der Bevollmächtigung im Rahmen des Bereitschaftsdienstes
Die Bevollmächtigung des Bereitschafts-Rechtsanwaltes, die im Rahmen des Rechtsanwaltlichen Bereitschaftsdienstes erteilt wurde, gilt mit der Einlieferung in eine Justizanstalt (Verhängung der Untersuchungs-, Auslieferungs- oder Übergabehaft) oder mit der Freilassung aus der Haft grundsätzlich als widerrufen.

## Einschränkung des Rechtes
Nach § 59 StPO ist es dem festgenommenen Beschuldigten zwar zu ermöglichen, Kontakt mit einem Verteidiger aufzunehmen und ihn zu bevollmächtigen. Nach § 59 Abs. 2 StPO darf der Kontakt mit dem Verteidiger „bis zur Einlieferung des Beschuldigten in die Justizanstalt auf das für die Erteilung der Vollmacht und eine allgemeine Rechtsauskunft notwendige Ausmaß beschränkt werden, soweit aufgrund besonderer Umstände eine sofortige Vernehmung oder andere unverzügliche Ermittlungen unbedingt notwendig erscheinen, um eine erhebliche Beeinträchtigung der Ermittlungen oder von Beweismitteln abzuwenden. In diesem Fall ist dem Beschuldigten sogleich oder innerhalb von 24 Stunden eine schriftliche Begründung der Kriminalpolizei für diese Beschränkung zuzustellen.“ (siehe auch § 102 StPO).
Nimmt der Beschuldigte sein Recht, einen Verteidiger zu seiner Vernehmung beizuziehen in Anspruch, ist die Vernehmung gemäß § 164 Abs. 2 StPO „bis zum Eintreffen des Verteidigers aufzuschieben, es sei denn, dass damit eine unangemessene Verlängerung der Anhaltung verbunden wäre. Der Verteidiger darf sich an der Vernehmung selbst auf keine Weise beteiligen, jedoch nach deren Abschluss oder nach thematisch zusammenhängenden Abschnitten Fragen an den Beschuldigten richten und Erklärungen abgeben. Über die Beantwortung einzelner Fragen darf sich jedoch der Beschuldigte nicht mit dem Verteidiger beraten. Von der Beiziehung eines Verteidigers darf nur abgesehen werden, soweit dies aufgrund besonderer Umstände unbedingt erforderlich erscheint, um durch eine sofortige Vernehmung oder andere unverzügliche Ermittlungen eine erhebliche Gefahr für die Ermittlungen oder eine Beeinträchtigung von Beweismitteln abzuwenden. In diesem Fall ist dem Beschuldigten sogleich oder innerhalb von 24 Stunden eine Anordnung der Staatsanwaltschaft oder eine schriftliche Begründung der Kriminalpolizei für diese Beschränkung zuzustellen und nach Möglichkeit eine Ton- oder Bildaufnahme (§ 97 StPO) anzufertigen.“
Mit dem Urteil des Europäischen Gerichtshofs für Menschenrechte (EGMR) im Fall Soytemiz vs. Türkei (57837/09) vom 27. November 2018 ist § 164 Abs. 2 der österreichischen StPO wohl als unvereinbar mit der Europäischen Menschenrechtskonvention zu betrachten. Der EGMR führte in dieser Entscheidung aus, dass das Recht auf Rechtsbeistand insbesondere die Anwesenheit eines Anwalts und auch die aktive Beratung während der gesamten Vernehmung umfasse. Nach der Rechtsprechung im Fall Ibrahim u. a. vs. Vereinigtes Königreich könne zwar beim Vorliegen zwingender Gründe eine Einschränkung des Rechts auf anwaltlichen Beistand bei Vernehmungen gerechtfertigt sein, dies darf jedoch die Fairness des Verfahrens insgesamt nicht beeinträchtigen, da sonst eine Verletzung von Art. 6 und 3 EMRK vorliegen könne.